# Robert Ardrey
Robert Ardrey, né à Chicago (États-Unis) le 16 octobre 1908 et mort à Kalk Bay (Afrique du Sud) le 14 janvier 1980, est un écrivain, auteur dramatique, scénariste et paléoanthropologue américain.

## Biographie
Natif de Chicago, Robert Ardrey reçoit une formation de sciences naturelles à l'Université de Chicago et est conférencier en anthropologie pendant deux années à la Chicago's Century of Progress Exposition. Puis il écrit sa première pièce, qui est montée à Broadway en 1936, et, avec l'aide de la Fondation Guggenheim, il s'établit rapidement comme auteur dramatique. Pendant presque 20 ans, Robert Ardrey se consacre au théâtre et aux films. Ses pièces les plus connues sont Thunder Rock et Shadow of Heroes se rapportant à l'invasion de la Hongrie. Il devient un scénariste à Hollywood, particulièrement remarqué pour ses scripts de films parmi lesquels Madame Bovary, Khartoum et Les Quatre Cavaliers de l'Apocalypse.
En 1955 il entreprend des voyages et des études en Afrique et se montre de nouveau intéressé par la science. Il effectue de nombreuses recherches dont il confronte les résultats avec ceux d'éminents scientifiques parmi lesquels Pierre Teilhard de Chardin. De cette nouvelle période naissent des ouvrages comme African Genesis (Les Enfants de Caïn), The Territorial Imperative, The Social Contract, et The Hunting Hypothesis, qui ont eu une énorme influence, tant parmi le public que dans la communauté scientifique, et ont particulièrement fait progresser notre connaissance de la vie humaine.
La thèse développée par Robert Ardrey dans African Genesis, selon laquelle l'histoire de la civilisation humaine apparaît comme une histoire de l'art de tuer, a inspiré Arthur C. Clarke et Stanley Kubrick pour l'écriture du scénario du film 2001, l'Odyssée de l'espace.
Il a appartenu au comité de patronage de Nouvelle École.

## Filmographie
- 1940 : Drôle de mariage (They Knew What They Wanted) de Garson Kanin
- 1942 : Thunder Rock de Roy Boulting, d'après sa pièce
- 1943 : La Fille et son cow-boy (A Lady Takes a Chance) de William A. Seiter
- 1946 : Les Vertes Années (The Green Years), de Victor Saville
- 1947 : Passion immortelle (Song of Love) de Clarence Brown
- 1948 : Les Trois Mousquetaires (The Three Musketeers) de George Sidney
- 1949 : Le Jardin secret (The Secret Garden) de Fred M. Wilcox
- 1949 : Madame Bovary de Vincente Minnelli
- 1955 : Les Aventures de Quentin Durward (Quentin Durward) de Richard Thorpe
- 1956 : The Power and the Prize d'Henry Koster
- 1959 : L'Aventurier du Rio Grande (The Wonderful Country) de Robert Parrish
- 1962 : Les Quatre Cavaliers de l'Apocalypse (Four Horsemen of the Apocalypse) de Vincente Minnelli
- 1966 : Khartoum (Khartum) de Basil Dearden
- 1974 : Up from the Ape de Walon Green et Mel Stuart (documentaire)

## Théâtre
Auteur
- 1958 : La Tour d'ivoire, mise en scène Jean Mercure, Théâtre des Bouffes-Parisiens

### Ouvrages traduits en français
- 1961 : Les Enfants de Caïn (African Genesis: A Personal Investigation into the Animal Origins and Nature of Man) (Stock, 1963)
- 1966 : Le Territoire (The Territorial Imperative: A Personal Inquiry into the Animal Origins of Property and Nations) ( Stock, 1967)
- 1970 : La Loi naturelle (The Social Contract : A Personal Inquiry into the Evolutionary Sources of Order and Disorder) (Stock, 1971)
- 1976 : Et la Chasse créa l'homme (The Hunting Hypothesis : A Personal Conclusion Concerning the Evolutionary Nature of Man) (Stock, 1977)

### Ouvrages non traduits
- 1971 : Aggression and Violence in Man: A Dialogue Between DR. L.S.B. Leakey and Robert Ardrey